# 張聯文
張 聯文（ちょう れんぶん、1895年11月12日 – 没年不詳）は、中華民国・満洲国の官僚。満洲国では熱河省長や新京特別市長をつとめた。奉天派で文治派のリーダーだった王永江の外甥（妻方の甥）にあたる。

## 事績
遼陽警務学校を卒業。奉天税捐局局長、海竜県長、荘河塩務場場長を歴任した。満洲事変後に奉天省政府参議となり、満洲国建国後の1932年（大同元年）8月、奉天省総務庁人事科長となる。以後、民政部で参事官、社会司長、恩賞局長を歴任（兼任）する。
1941年（康徳8年）1月16日、熱河省長に起用される。翌1942年（康徳9年）7月18日、禁煙総局長に転出したが、直後の9月28日、新京特別市長に抜擢された。満洲国崩壊が目前に迫った8月10日（または11日）、張聯文は市長を更迭され、于鏡濤が後任市長となっている。理由は、張は人当たりが良いものの、戦時対応には「不適当」と見なされたため、とされる。
満洲国崩壊後に張聯文はソ連軍により逮捕され、シベリアの収容所に収監された。その後の行方は不詳となっている。なお、1950年前後における中華人民共和国への満洲国要人引渡しに張が含まれていたとの情報は無い。